# Vincent Davis
Vincent Davis (Chicago, 22 februari 1957) is een Amerikaanse jazzdrummer en -percussionist.

## Biografie
Davis studeerde af in 1979 aan het Milwaukee Conservatory of Music. Zijn mentor daar was Manty Ellis.
Na zijn terugkeer naar Chicago werd hij lid van de AACM en werkte hij o.a. met David Boykin en het Maghostut Trio van Malachi Favors. Sinds 1985 behoorde hij tot bands van Roscoe Mitchell als diens Note Factory en diens trio met Harrison Bankhead resp. Jaribu Shahid, met wie hij ook regelmatig toerde in Europa en optrad tijdens internationale festivals als het North Sea Jazz Festival. Hij is ook te horen op Mitchells albums Songs in the Wind en This Dance is for Steve McCall en geluidsdragers van Jodie Christian en Scott Fields. Hij formeerde het ensemble Laws of Motion. Verder speelde hij met Matthew Shipp, Arthur Blythe, David Murray, Joseph Jarman, Marilyn Crispell, Von Freeman, Hamid Drake, Corey Wilkes, Ed Wilkerson en talrijke andere muzikanten. Op het gebied van de jazz werkte Davis tussen 1988 en 2009 mee bij dertig opnamesessies.
- Bibliothèque nationale de France: cb160144786 (data)
- International Standard Name Identifier: 0000 0000 5905 4952
- MusicBrainz: 97328c35-cab7-4392-8b41-2f23f7ecc54d
- Système universitaire de documentation: 170392643
- Virtual International Authority File: 85970207